# Carnitas
Les carnitas (littéralement en français : « petites viandes ») sont un plat de la cuisine mexicaine originaire de l'État de Michoacán. 
Les carnitas sont élaborées en faisant braiser ou mijoter du porc dans de l'huile ou du lard pour l'attendrir. Le processus prend de trois à quatre heures, et le résultat est une viande tendre et juteuse qui est généralement servie avec des feuilles de coriandre (cilantro), des oignons coupés en dés, de la salsa, du guacamole, des tortillas et des frijoles refritos (fèves frites).

## Origines
Les carnitas traditionnelles sont obtenues en mijotant du porc dans son propre saindoux. Les ingrédients ayant été introduits par les Européens, le plat n'a commencé à être préparé qu'après la Conquête espagnole.

## Description
Les carnitas de porc sont traditionnellement faites à l'aide de riches coupes de porcs très persillées, comme le Boston butt ou picnic ham. Les portions de 6 à 16 livres (3 à 7 kg) sont généralement réduites à une taille pratique de 3 à 10 livres (1,5 à 4,5 kg) et assaisonnées abondamment avant de faire cuire le tout en braisant ou en friture.
La manière traditionnelle de cuisiner des carnitas est d'utiliser un pot en cuivre (ou tout chaudron à fond épais), qui répartit la chaleur uniformément dans un processus assez similaire à celui du confit. Du saindoux est utilisé pour recouvrir le plat en proportion de la quantité de viande en train de cuire. Une fois que le saindoux a fondu, le porc et les aromates sont ajoutés (généralement du sel, du piment, du cumin, de l'origan ou de l'origan mexicain (en), de la marjolaine, du thym, du laurier, de l'ail écrasé, et du clou de girofle). Il faut ensuite faire cuire la viande dans le lard jusqu'à attendrissage sur un feu très doux. Une fois ce stade atteint, la chaleur est tournée vers le haut et l'extérieur de la viande de porc commence à dorer. À ce moment-là, le collagène de la viande est suffisamment dégradé et on peut la séparer à la main, à la fourchette, ou la hacher avec un couperet. La viande peut être utilisée comme un ingrédient dans les tamales, des tacos, tortas (en) et les burritos.